# Mont (Pirineos Atlánticos)
 Mont , también denominado Mont-Arance-Gouze-Landresse es una población y comuna francesa, en la región de Aquitania, departamento de Pirineos Atlánticos, en el distrito de Pau y cantón de Lagor.

## Demografía
| 897 | 821 | 729 | 728 | 818 | 845 |
| Para los censos de 1962 a 1999 la población legal corresponde a la población sin duplicidades (Fuente: INSEE [Consultar]) |     |     |     |     |     |